# ناحیه هاتون، میشیگان
ناحیه هاتون (به انگلیسی: Hatton Township) یک منطقهٔ مسکونی در ایالات متحده آمریکا است که در شهرستان کلیر، میشیگان واقع شده‌است.
 ناحیه هاتون ۹۳٫۶ کیلومتر مربع مساحت و ۹۳۳ نفر جمعیت دارد و ۳۳۷ متر بالاتر از سطح دریا واقع شده‌است.